# Golemo Selo
Golemo Selo (cyr. Големо Село) – wieś w Serbii, w okręgu pczyńskim, w mieście Vranje. W 2011 roku liczyła 786 mieszkańców.